# Quadricalcarifera iole
Quadricalcarifera iole är en fjärilsart som beskrevs av Alexander Schintlmeister 1997. Quadricalcarifera iole ingår i släktet Quadricalcarifera och familjen tandspinnare. Inga underarter finns listade.